# Державний історико-культурний заповідник «Межибіж»
Державний історико-культурний заповідник «Межибіж» — замковий ансамбль XIV — XVI століття. Створено у 2001 році на базі комплексу пам'яток фортеці у смт Меджибіж. У відреставрованих залах представлено експозицію, що висвітлює теми з історії, етнографії, іконопису. У 2008 році в каретному корпусі замку було відкрито Музей Голодомору, створений художником та скульптором Миколою Мазуром.

## Історія
Перший музей у Меджибізькому замку було створено при повітовій школі, яку організував у своєму маєтку-замку князь Адам Єжи Чарторийський, 10 жовтня 1819 р.
Реставраційні роботи у замку розпочалися 1965 року. У березні 1971 р. в одному з відреставрованих приміщень замку було відкрито першу експозицію краєзнавчого музею: історія краю дожовтневого (по 1917 р.) та радянського періодів. У 1975 р. Меджибізький музей-фортеця стає відділом обласного краєзнавчого музею, очолив його М. Й. Ягодзінський.
У зв'язку з тим, що приміщення обласного краєзнавчого музею опинилося в аварійному стані, музей перестав функціонувати, історико-краєзнавчу експозицію в Меджибізькому замку було ліквідовано, а в залах розмістили фондосховище Хмельницького обласного краєзнавчого музею.
Восени 1982 р. у чотирьох залах північно-західного корпусу була відкрита нова експозиція: кераміка, художнє скло, одяг, вишивка і ткацтво, іконопис. Відео 1994 року про музей у Меджибізькому замку на YouTube
У 1985 р. почалися архітектурно-археологічні дослідження Меджибізької фортеці експедицією від інституту АН УРСР та інституту «Укрпроектреставрація».
В січні 1997 р. був створений Меджибізький регіональний історико-етнографічний музей-фортеця, директором якого призначена Г. К. Медведчук, а згодом, в березні 1999 р. — М. В. Пінчак
В липні 2001 р. згідно Постанови Кабінету Міністрів України № 878 «Про затвердження списку історичних населених місць України», смт. Меджибіж визнано історичним населеним місцем та визначено пам'ятки, що пов'язані із містечком — замок, палац, церква XVI ст.
27 грудня 2001 року Кабінет Міністрів України прийняв постанову, яка зафіксувала погодження з пропозицією Хмельницької обласної державної адміністрації, підтриманою Державним комітетом будівництва, архітектури та житлової політики, Міністерством культури і мистецтв про оголошення замкового ансамблю смт Меджибіж Державним історико-культурним заповідником «Межибіж» з віднесенням його до сфери управління Хмельницької обласної державної адміністрації.
19 листопада 2003 р. видається наказ управління культури Хмельницької обласної державної адміністрації № 147 "Про ліквідацію Меджибізького регіонального історико-етнографічного музею-фортеці та заходів щодо забезпечення діяльності Державного історико-культурного заповідника «Межибіж». 20 січня 2004 р. почав діяти Державний історико-культурний заповідник «Межибіж», директором якого був призначений В. Г. Микитюк.
В січні 2004 року було створено Державний історико-культурний заповідник «Межибіж». Розпочались ремонтно-реставраційні роботи на території замку.

## Музеї
У лютому 2006 року музей закрили на ремонт, а вже в вересні того ж року до святкування 860-річчя Меджибожа та 35-річчя музею відкрили 6 відреставрованих залів з новими виставками.
4 жовтня 2008 р. на території фортеці був відкритий Музей пам'яті жертв Голодомору 1932—1933 років на Хмельниччині, створений Народним художником України М. І. Мазуром.
Друга музейна експозиція будується на основі наявних фондів, які заповідник частково отримав від краєзнавчого музею як залишок після реорганізації у 2001 р., частково поповнював впродовж 15 наступних років.

## Директори
- Погорілець Олег Григорович (2009 — дотепер)